# Kincaid (Kansas)
Pour les articles homonymes, voir Kincaid.
Kincaid est une ville américaine située dans le comté d'Anderson, au Kansas. Selon le recensement de 2010, sa population est de 122 habitants.